# Onthophagus walteri
Onthophagus walteri es una especie de insecto del género Onthophagus, familia Scarabaeidae, orden Coleoptera.
Fue descrita científicamente por MacLeay en 1887.